# محمد كامارا (مخرج)
محمد كامارا (بالفرنسية: Mohamed Camara) هو مخرج غيني، ولد في 1959 في كوناكري في غينيا.

## وصلات خارجية
- محمد كامارا على موقع IMDb (الإنجليزية)
- محمد كامارا على موقع ألو سيني (الفرنسية)
- محمد كامارا على موقع أول موفي (الإنجليزية)
- محمد كامارا على موقع قاعدة بيانات الأفلام السويدية (السويدية)
- محمد كامارا على موقع قاعدة بيانات الفيلم (الإنجليزية)
- محمد كامارا على موقع كينوبويسك (الروسية)